# Ludger Orlok
Ludger Orlok (geboren 1965 in Duisburg) ist ein deutscher Kurator, Darsteller, Tänzer und Choreograf. Von 2007 bis 2021 war er Künstlerischer Leiter und Geschäftsführer der Tanzfabrik Berlin.

## Leben und Wirken
Orlok absolvierte nach einer Gärtnerausbildung und einem Studium der Medizin eine Ausbildung zum modernen Bühnentänzer am Iwanson Center in München und New York. Er arbeitete an verschiedenen deutschen Theatern als Tänzer, Choreograf und Schauspieler u. a. mit Peter Zadek, Companie C. de la B., Katja Wachter, co labs und Lynda Gaudreau. Neben Arbeitsaufenthalten in New York und Italien war er 2001 mit einer Gastprofessur an der Korean National University of Arts in Seoul tätig. Orlok absolvierte eine Fortbildung zum Kulturmanager bei der bbw Akademie in Berlin und erhielt 2016 einen Abschluss als BA sc. Psychologie im Fachbereich Community Psychology. Von 2002 bis 2005 war er Vorstandsmitglied des ZTBerlin e.V.
Seit 2000 war Orlok Projektleiter sowie von 2007 bis 2021 Vorstandsmitglied künstlerischer Leiter und Geschäftsführer der Tanzfabrik Berlin. Dort verantwortete und kuratierte er u. a. das Jahresprogramm, die Projekte für das europäische Netzwerk APAP (Advancing Performing Arts Project) sowie das Residenzprogramm, die Festivalreihe Open Spaces und die Biennale Tanznacht Berlin. Er entwickelte internationale Projekte wie z. B. „Cross Currents“ (Berlin / Johannesburg), „In Residence“ (ein Community Projekt von Jo Parkes) und „The Object cannot compete with the Experience“. Er war als Berater u. a für das Hanguk Performing Arts Center in Seoul, das Goethe-Institut, die Daimler-Benz-Stiftung und das internationale Movimentos Festival tätig.
Sein kuratorisch-künstlerischer Schwerpunkt thematisiert Erinnerungsprozesse und Generationen übergreifende künstlerische Praxis unter dem Motto „Remembering the Future“ sowie Fragen zu kollaborativem Arbeiten in Zeiten der Krise. In seiner Funktion als Vorstandsmitglied der Tanzfabrik Berlin übernahm er die Netzwerkarbeit im TanzRaum Berlin und als Hauptgesellschafter für die Weiterentwicklung der Uferstudios.
2021 wurde Orlok für den Europapreis des Landes Berlin nominiert. Auf Einladung des Deutschen Ethikrates hielt er im Rahmen der Konferenz „Das vermessene Selbst: Ethik und Ästethik veränderter Körperlichkeit“ einen Vortrag mit dem Titel „Körperwissen im Zeitgenössischen Tanz – Strategien der Selbstverortung“. Er ist Stipendiat des Künstlerhauses Lukas, NPN Stepping Out und Dis Tanzen Solo.